# Diastatea virgata
Diastatea virgata là loài thực vật có hoa trong họ Hoa chuông. Loài này được Scheidw. mô tả khoa học đầu tiên năm 1841.